# 弗雷德里克·马威特
弗雷德里克·马威特（荷蘭語：Frédéric Mawet，1977年7月30日—），比利時男子羽毛球運動員。

## 簡歷
2008年9月，弗雷德里克·马威特出戰比利時羽毛球國際賽，與沃特·克拉斯合作打進男子雙打比賽四強。
2009年3月，弗雷德里克·马威特出戰波蘭羽毛球國際賽，與沃特·克拉斯合作打進男子雙打比賽四強。同年8月，二人又參加在印度海得拉巴舉行的世界羽毛球錦標賽，在男子雙打比賽中首圈出局。9月，二人出戰比利時羽毛球國際賽，又在首圈出局；在此之後，马威特沒有再參加國際賽事，並開始擔任羽毛球教練工作。

## 主要比賽成績
只列出曾進入準決賽的國際賽事成績：
| 年份   | 賽事               | 公開賽級別 | 項目     | 拍檔        | 成績   |
| ------ | ------------------ | ---------- | -------- | ----------- | ------ |
| 2008年 | 比利時羽毛球國際賽 | 國際挑戰賽 | 男子雙打 | 沃特·克拉斯 | 準決賽 |
| 2008年 | 義大利羽毛球國際賽 | 國際挑戰賽 | 男子雙打 | 沃特·克拉斯 | 準決賽 |
| 2009年 | 波蘭羽毛球國際賽   | 國際挑戰賽 | 男子雙打 | 沃特·克拉斯 | 準決賽 |

| 2007-2017年 | 首要超級賽 | 超級賽 | 黃金大獎賽 | 大獎賽 | 國際挑戰賽 | 國際系列賽 | 未來系列賽 | 其他 |

### 奧運會和世錦賽參賽紀錄
|          | 搭檔        | 2005 | 2006 | 2007 | 2008 | 2009 |
| -------- | ----------- | ---- | ---- | ---- | ---- | ---- |
| 男子雙打 | 沃特·克拉斯 | 32強 | 32強 | 32強 | －   | 48強 |